# Villarta de los Montes
Villarta de los Montes – gmina w Hiszpanii, w prowincji Badajoz, w Estramadurze, o powierzchni 123,32 km². W 2011 roku gmina liczyła 550 mieszkańców.